# Skogstorp (Halland)
Skogstorp is een plaats in de gemeente Falkenberg in het landschap Halland en de provincie Hallands län. De plaats heeft 2180 inwoners (2005) en een oppervlakte van 139 hectare.